# Акс Алсијет Бакасан
Акс Алсијет Бакасан (фр. Ahaxe-Alciette-Bascassan) насеље је и општина у југозападној Француској у региону Аквитанија, у департману Атлантски Пиринеји која припада префектури Бајон.
По подацима из 2011. године у општини је живело 286 становника, а густина насељености је износила 19,54 становника/km². Општина се простире на површини од 15 km². Налази се на средњој надморској висини од 265 метара (максималној 788 m, а минималној 207 m).

## Демографија
| 1962. | 1968. | 1975. | 1982. | 1990. | 1999. | 2011. |
| ----- | ----- | ----- | ----- | ----- | ----- | ----- |
| 344   | 335   | 307   | 265   | 263   | 320   | 286   |

График промене броја становника у току последњих година